# 야마미치 고헤이
야마미치 고헤이(일본어: 山道 高平, 1980년 5월 11일 ~ )는 일본의 전 축구 선수이다.

## 구단 경력
과거 나고야 그램퍼스 에이트, 사간 도스에서 활동하였다.